# 瓦迪利利區
35°30′43″N 1°16′17″E / 35.5120°N 1.2713°E
瓦迪利利區（阿拉伯语：‎），是阿爾及利亞的行政區，位於該國北部，由提亞雷特省負責管轄，首府設於瓦迪利利，面積470平方公里，2008年人口23,332，人口密度每平方公里50人。